# Antistea brunnea
Antistea brunnea là một loài nhện trong họ Hahniidae.
Loài này thuộc chi Antistea. Antistea brunnea được miêu tả năm 1909 bởi James Henry Emerton.